# Jim Dougherty (cầu thủ bóng đá)
James Dougherty (19 tháng 11 năm 1878 – sau 1908) là một cầu thủ bóng đá người Anh thi đấu ở vị trí half-back. Ông có 136 lần ra sân cho Small Heath (đổi tên thành Birmingham năm 1905), bao gồm 99 tại First Division. Ông có hai lần dự bị cho đội tuyển quốc gia Anh nhưng không bao giờ được lựa chọn.

## Danh hiệu
- cùng với Small Heath
  - Á quân Second Division 1903.